# Gueraula de Codines
Gueraula de Codines, nota  anche come Garalda (Subirats, 1275 – Subirats, 1340), è stata una guaritrice catalana.

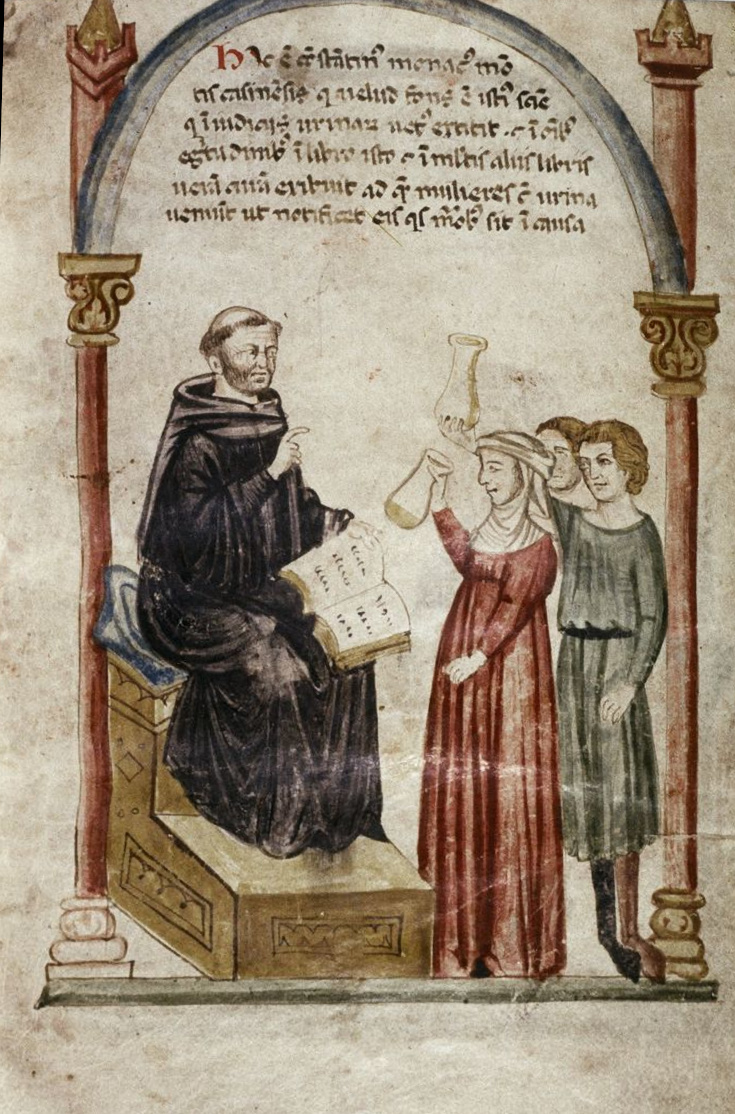
L'uroscopia era una pratica in uso nel Medioevo

Di grande saggezza medica, curò, attraverso l'osservazione delle urine, malattie come il mal de gotornons (mal di gola che colpiva maggiormente i bambini).

## Biografia
La storia professionale di Codines iniziò a Vilafranca del Penedès, dove ebbe modo di essere formata da un medico arabo di nome Bofim. Ciò che apprese, insieme alla conoscenza delle erbe medicinali e tradizionali, lo mise in pratica a Subirats dove, per i suoi congeneri, era un'eccellente guaritrice riconosciuta come un'autorità in campo medico, ma le autorità dell'epoca videro in lei un pericolo e la accusarono di stregoneria e divinazione. Era un'accusa seria, poiché erano considerati atti di superstizione lanciare incantesimi o evocazioni, o pronunciare formule di guarigione, perché ravvedevano l'applicazione di una forza misteriosa esercitata tramite di certi riti o formule verbali che avrebbero portato a una guarigione preternaturale, implicando un effetto magico. Lei era disposta a presentarsi davanti al vescovo senza temere nulla per spiegare le proprie pratiche di guarigione.
La sua prima udienza avvenne il 19 dicembre 1304, incinta di suo figlio, davanti al vescovo di Sant Cugat del Vallès, Ponç de Gualba. Veniva presentata come recidiva, perché già condannata in precedenza. Nella sua deposizione riferì di aver guarito diverse malattie, sia di persone che di animali, come la malattia llegodisses o gotornons, anche il mal de vives e de terçó e la gotta. Per guarire recitava le preghiere cristiane del Padre Nostro, dell'Ave Maria, del Credo, faceva il segno della croce e pronunciava formule verbali come quella che usava per curare la gotta, che recitava così:
Per guarire gli animali si limitava a recitare il Padre nostro e l'Ave Maria. È riportato che compiva anche un rito composto da due elementi, la cosa e il gesto, che consisteva nel tracciare, sulla coda dell'animale malato, una croce con paglia d'orzo e un gesto con il mignolo e l'indice. In questa prima udienza, citata come sospetta, quando il vescovo le chiese se conoscesse la medicina, dichiarò con voce ferma che la sua unica attività medica era osservare le urine per diagnosticare la malattia e raccontò anche che i malati accorrevano da lei in gran numero. Dall'osservazione delle urine, dal loro aspetto, avrebbe potuto capire se si trattava di semplice febbre e quindi se il rimedio fosse rappresentato da digiuno e astinenza; se era più grave, raccomandava al paziente di rivolgersi a un medico.
Il vescovo impose la pena del giuramento di non praticare più scongiuri, divinazioni o medicine; la pena di presentarsi in alcune domeniche (oltre a Natale, Capodanno ed Epifania) in piedi e senza mantello accanto al prete durante la messa solenne, dovendo proclamare a tutto il paese che non sapeva nulla di medicina e che nessuno doveva rivolgersi a lei sotto minaccia di scomunica; fare un pellegrinaggio a Montserrat una volta nato suo figlio; non recitare il Padre nostro o l'Ave Maria per un anno. Se lo avesse fatto di nuovo, sarebbe stata classificata come una criminale condannata.
Nel luglio 1307, Codines si presentò al vescovo di sua spontanea volontà, mostrando la sua forza e determinazione nel dire la verità e dimostrare la sua capacità di guaritrice. Ripeté quanto aveva affermato in precedenza e raccontò più dettagliatamente la sua pratica dicendo che faceva diagnosi anche con il polso, dava consigli agli ammalati e che curava la tisi. Spiegò che aveva imparato a guarire dall'osservazione medica, trent'anni prima, quando aveva circa quindici anni, dal medico moresco En Bofim a Vilafranca del Penedès, quindi aveva imparato da un medico. Il vescovo allora volle consultare due medici di Barcellona sull'attività curativa di Codines, ed essi emisero un giudizio positivo. Il vescovo alla fine acconsentì che la donna continuasse la sua pratica medica con una licenza parziale secondo la quale poteva solo osservare, diagnosticare e consigliare i malati senza incantesimi o farmaci.
L'autorità ecclesiastica nel 1328 ebbe indicazioni che Gueraula stesse perseverando con la pratica di scongiuri e incantesimi. Questa volta la legge fu più dura e la pena fu il carcere per i recidivi. Ottenne la libertà condizionale dietro cauzione, fornita da suo figlio, di cinquecento soldi. Due anni dopo il caso passò all'inquisitore, ma si può solo supporre che abbia eseguito un processo, poiché non si hanno più informazioni sulle pratiche di guarigione di Gueraula de Codines, né è noto quale fosse la pena, poiché non abbiamo notizie biografiche successive.

## Eredità culturale
Gueraula fu una donna determinata e risoluta nella difesa della sua pratica di guarigione, pratica di vita e di relazione con i malati. Oggi è riconosciuta come antesignana della medicina in un'epoca in cui le donne che la praticavano, a cui era vietato sia apprendere che praticare questa disciplina, venivano perseguitate e accusate di stregoneria.
Dal 2018 il Consiglio Regionale dell'Alt Penedès del Collegio dei Medici di Barcellona bandisce il Premio Dr. Gueraula de Codines, un bando con l'obiettivo di premiare la ricerca medico-scientifica nella regione, il lavoro medico, epidemiologico e/o di ricerca che affronta aspetti teorici e pratici della salute.